# Віктор Йоніце
Віктор Йоніце (нар. 11 травня 1983) — колишній румунський тенісист.
Найвищу одиночну позицію світового рейтингу — 187 місце досяг 23 травня 2005, парну — 159 місце — 2 травня 2005 року.

## Фінали челленджерів

### Одиночний розряд: 2 (1–1)
| Легенда                  |
| Тур ATP Челленджер (1–1) |

| Результат | Ранг | Дата (Final)    | Турнір            | Покриття | Суперник       | Рахунок       |
| Перемога  | 1.   | 12 вересня 2004 | Брашов, Румунія   | Ґрунт    | Сімоне Болеллі | 6–1, 7–6(7–3) |
| Поразка   | 2.   | 27 березня 2005 | Сен-Бріє, Франція | Ґрунт    | Олів'є Пасьянс | 0–6, 2–6      |